# Sint-Annakerk (Vilnius)
De Sint-Annakerk (Litouws: Šv. Onos Baznycia) is een rooms-katholieke kerk in de oude stad van Vilnius, Litouwen. Het is een belangrijk voorbeeld van zowel de flamboyante gotiek als de baksteengotiek. Samen met de rest van de oude historische binnenstad behoort de kerk sinds 1994 tot het werelderfgoed van UNESCO.

## Geschiedenis

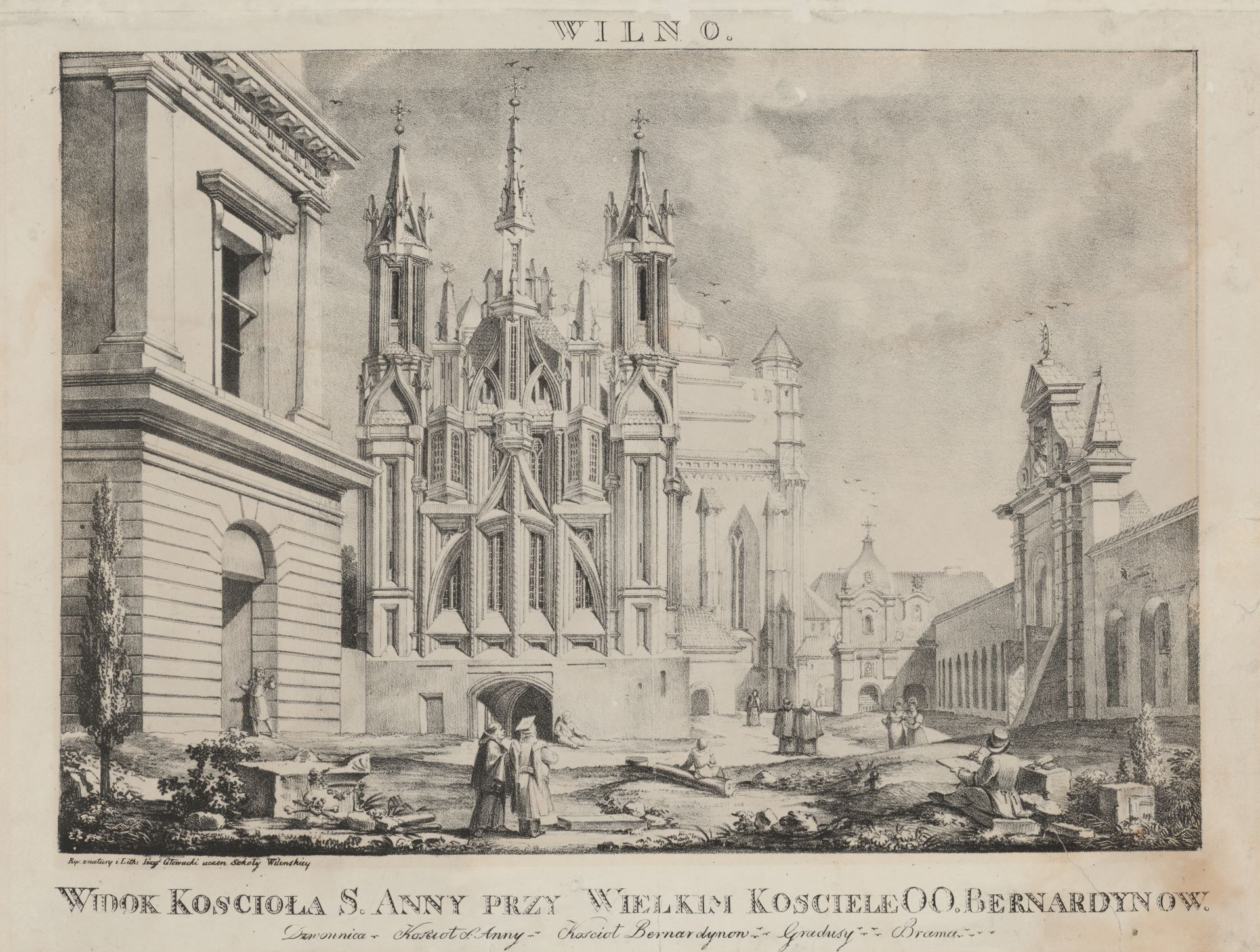
De kerk in de 19e eeuw met dichtgemetselde zijportalen

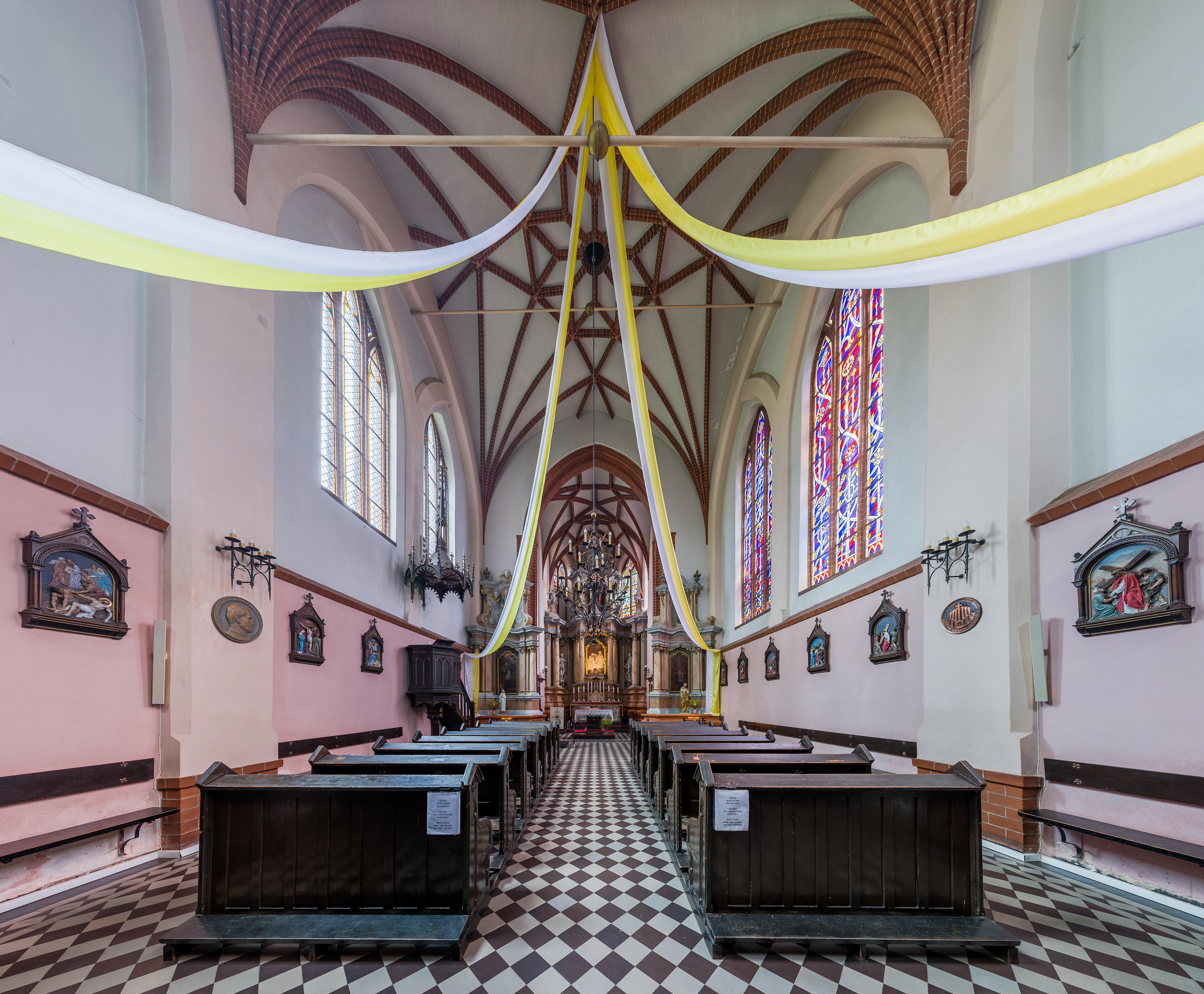
Interieur van de Annakerk

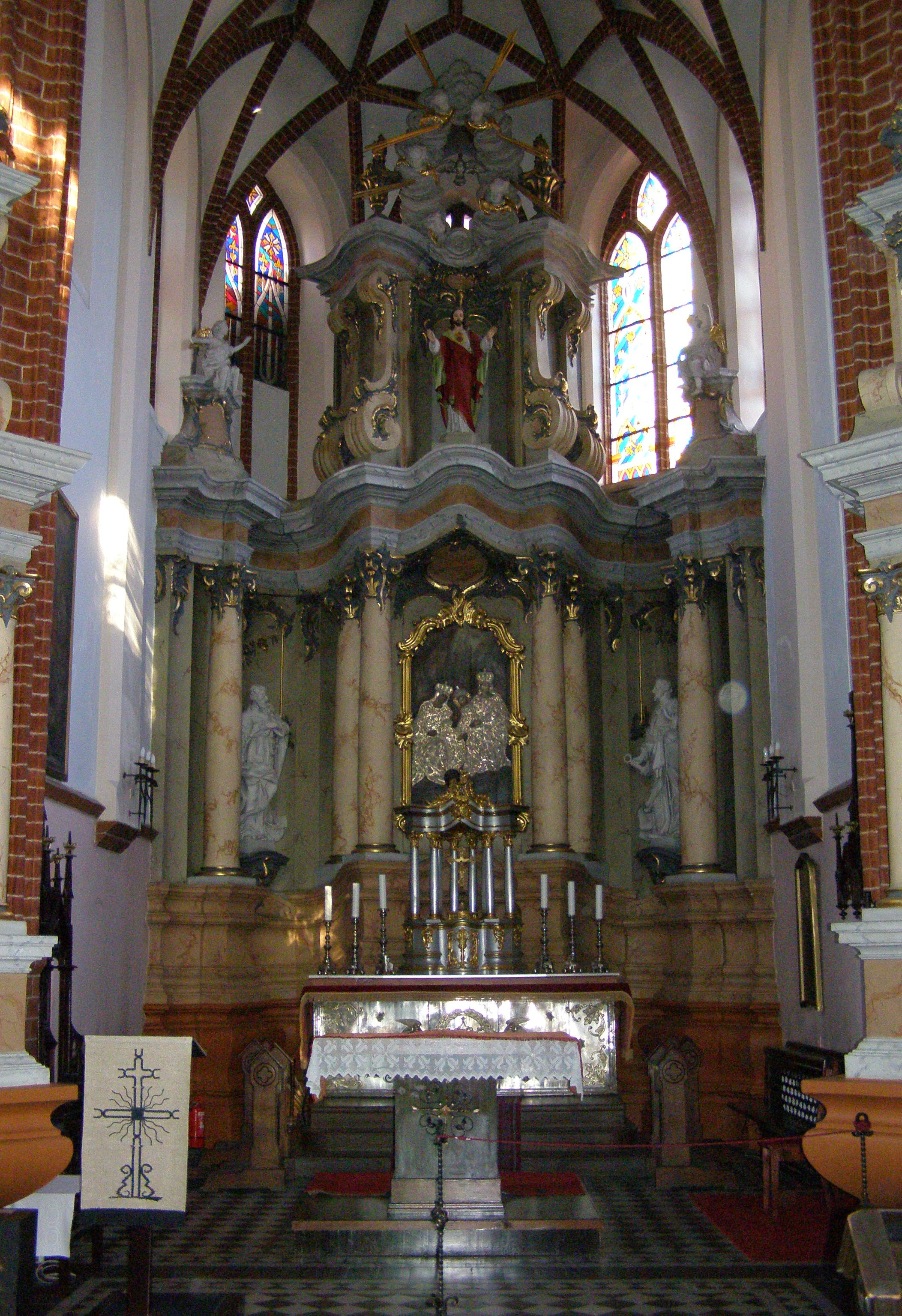
Hoogaltaar

De eerste kerk op deze plek betrof een houten gebouw en werd gebouwd voor Anna, groothertogin van Litouwen, de eerste vrouw van Vytautas de Grote. Het kerkgebouw was oorspronkelijk bedoeld voor katholieke Duitsers en andere katholieke gasten en werd verwoest door een brand in 1419. De huidige bakstenen kerk werd gebouwd op initiatief van groothertog Alexander in de periode 1495-1500. Sinds de bouw is het exterieur vrijwel onveranderd gebleven.
Tussen 1538 en 1541 preekt in de Annakerk de bekende Pools-Litouwse jurist en protestantse theoloog Abraham Culvensis (ook: Abraomas Kulvietis, Abraham Kulvietis).
Na ernstige brandschade in 1582 werd een reconstructie van de kerk uitgevoerd, gefinancierd door grootkanselier Mikołaj Czarny Radziwiłł en bisschop Jerzy Radziwiłł.
In 1747 onderging de kerk een renovatie onder toezicht van de uit Silezië afkomstige architect Johann Christoph Glaubitz. Om de ondersteuning aan de gevel te versterken werden in 1762 de zijbogen van het hoofdportaal dichtgemetseld.
Volgens de overlevering zou Napoleon bij het aanschouwen van de kerk tijdens zijn veldtocht in 1812 de wens hebben geuit om de kerk in de palm van zijn hand mee te nemen naar Parijs.
Een restauratie van de kerk volgde in de jaren 1902-1909, toen de zijportalen weer werden opengebroken en de muren werden versterkt met ijzer. Een volgend herstel vond plaats in de periode 1960-1970, toen de torens zich in slechte staat bevonden.
Op 23 augustus 1987 vormde het plein bij de kerk en het monument voor Adam Mickiewicz het toneel van protesten tegen de Sovjet-bezetting, die door de politie werden neergeslagen.
Bij de meest recente restauratie in 2009 werden de dakbedekking vervangen, maatregelen getroffen om de gevel te versterken en de lang ontbrekende torentjes op de zijkant van de kerk herbouwd.

## Architectuur
Het ontwerp van het kerkgebouw wordt toegeschreven aan ofwel Michael Enkinger, de architect van een kerk met dezelfde naam in Warschau, of aan de Boheemse architect Benedict Reijt, bouwer van de Sint-Barbarakerk in Kutná Hora. Deze aannames worden echter niet ondersteund door schriftelijke bronnen. De Sint-Annakerk vormt een onderdeel van een religieus ensemble, bestaande uit de veel grotere gotische Franciscus- en Bernardinuskerk en een klooster.
De Annakerk kent één schip en twee torens. Het werd gebouwd van 33 verschillende soorten bakstenen en in een rode kleur geschilderd. Het interieur is ingericht in de barokke stijl. Bij de kerk staat de vrijstaande neogotische klokkentoren van Nikolaj Tsjagin uit de 19e eeuw en de barokke Kapel van de Heilige Trap uit de 17e eeuw.